# 극동경제리뷰
극동경제리뷰(遠東經濟評論, The Far Eastern Economic Review)는 1946년 10월 16일부터 2009년 12월까지 발행된 아시아 경제 잡지다. 영어로 되어 있었고 홍콩에 본사를 둔 주간지였으나 2004년 재정난으로 인해 월간지로 바뀌었다.
극동경제리뷰는 동남아와 중화권을 중심으로 아시아에 걸쳐 정치, 사업, 경제, 기술, 사회문화적 이슈들을 포함하여 다양한 주제들을 다뤘다.

## 역사

### 설립
극동경제리뷰는 빈에서 이주해온 유태인인 에릭 할펀(Eric Halpern)에 의해 1946년에 창간됐다. 할펀은 아시아가 제2차 세계 대전 이후 안정적으로 될 것이고 영어가 해당 지역 상인, 학생, 은행가들에 의해 널리 쓰일 것이라는 믿음으로 잡지를 창간했다. 극동경제리뷰를 창간하기 전에 할펀은 상하이에 정착하여 중일 전쟁 중인 1941년 12월 일본군의 침략으로 폐간된 격주간 경제 잡지 파이낸스 앤 커머스에서 근무했다.
카두리 가문, 자딘 매시선, HSBC가 극동경제리뷰를 위해 종자 자본을 제공했다.
할펀이 1958년 은퇴한 후 딕 윌슨이 수석 편집자 및 발간인이 됐다. 딕 윌슨은 현재 만다린 오리엔탈 호텔 홍콩이 위치한 물가를 따라 늘어선 건물에 있는 사무실을 운영했다. 딕 윌슨의 임기 동안 극동경제리뷰는 홍콩과 중국으로부터 일본, 호주, 인도, 필리핀을 포함한 타 지역으로 보도 범위를 확대했다.
1964년 딕 윌슨의 자리를 영국 외무부에서 근무했던 웨일스인 언론가 데렉 데이비스(Derek Davies)가 이어받았다. 1964년부터 1989년 사이 극동경제리뷰는 아시아에서 가장 권위 있는 잡지들 중 하나가 됐는데 발행 부수가 약 9만 부였다. 절정기에 극동경제리뷰는 아시아에 걸친 지국 15곳에 직원 약 100명이 있었다.
1972년 SCMP는 극동경제리뷰의 주요 소유주 지위를 얻었다.

### 다우존스 소유기
1973년부터 일부 주식을 소유한 다우존스가 1987년에 SCMP로부터 지분 51%를 획득한 후 극동경제리뷰를 주로 감독하게 됐다. 데이비스는 리콴유와의 명예훼손 소송에서 패소한 후 1989년 편집자 지위에서 물러났다.
수석 편집자로 25년 간 있은 후 데이비스의 지위를 필립 보링(Philip Bowring)이 이어받았다. 1992년 보링은 잡지의 편집 방향을 둘러싸고 가진 다우존스 측과 입장차 때문에 사임했다.
2004년 12월 잡지가 월간지로 바뀌고 기사 대부분은 경제학자, 사업계인사, 정부 정책 입안자, 사회과학자처럼 직원이 아닌 전문가들에 의해 실렸다.

## 검열
극동경제리뷰는 중화인민공화국과 싱가포르 정부에 의해 검열되거나 언론가들이 구금된 적이 있었다.